# Az Oscar-díj a legjobb idegen nyelvű filmnek kategóriába nevezett dél-koreai filmek listája

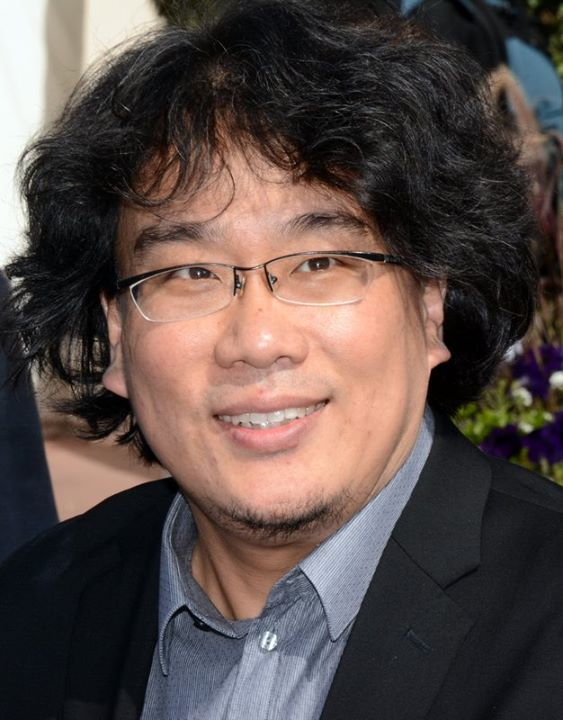
Pong Dzsunho (Bong Junho) rendezte az első Oscar-díjas koreai filmet, az Élősködőket (2019).

Dél-Korea 1962 óta nevez játékfilmet az Oscar-díj a legjobb nemzetközi játékfilmnek (korábbi nevén legjobb idegen nyelvű film) kategóriába. A díjat olyan filmnek ítélik oda, melynek dialógusa túlnyomórészt nem angol nyelvű. A koreai nevezést a Koreai Filmtanács különbizottsága választja ki.
2019-ben a Gyújtogatók című film volt az első, mely felkerült a rövidlistára, a végső öt jelölt közé azonban nem választották be. 2020-ban az Élősködők lett az első koreai film, mely Oscar-jelölést kapott, hat kategóriában jelölték, ebből négy díjat nyert el, a legjobb nemzetközi film mellett a legjobb rendező, a legjobb forgatókönyv, valamint a legjobb film díját is; utóbbival filmtörténelmet írt, mivel nem angol nyelvű alkotás még sosem kapta meg ezt a díjat.
Észak-Korea sohasem küldött filmet az Oscar-gálára.

## Nevezések
| Év (gála)   | Film címe (a nevezéskor)            | Koreai címe                    | Rendező                          | Eredmény                                        |
| ----------- | ----------------------------------- | ------------------------------ | -------------------------------- | ----------------------------------------------- |
| 1962 (35.)  | My Mother and the Roomer            | 사랑방 손님과 어머니           | Sin Szangok (Shin Sang-ok)       | nem jelölték                                    |
| 1964 (37.)  | The Dumb Samyong                    | 벙어리 삼용                    | Sin Szangok (Shin Sang-ok)       | nem jelölték                                    |
| 1966 (39.)  | Rice                                | 쌀                             | Sin Szangok (Shin Sang-ok)       | nem jelölték                                    |
| 1968 (41st) | Descendants of Cain                 | 카인의 후예                    | Ju Hjonmok (Yu Hyeon-mok)        | nem jelölték                                    |
| 1969 (42.)  | The Old Craftsman of Jar            | 독 짓는 늙은이                 | Cshö Havon (Choi Ha-won)         | nem jelölték                                    |
| 1973 (46.)  | Mute Samyong                        | 비련의 벙어리 삼용             | Pjon Dzsangho (Byeon Jang-ho)    | nem jelölték                                    |
| 1984 (57.)  | Mulleya Mulleya                     | 여인잔혹사 물레야 물레야       | I Dujong (Lee Du-yong)           | nem jelölték                                    |
| 1985 (58.)  | Oudong (Eoudong)                    | 어우동                         | I Dzsangho (Lee Jangho)          | nem jelölték                                    |
| 1986 (59.)  | Eunuch                              | 내시                           | I Dujong (Lee Du-yong)           | nem jelölték                                    |
| 1990 (63.)  | Mayumi                              | 마유미                         | Sin Szangok (Shin Sang-ok)       | nem jelölték                                    |
| 1994 (67.)  | Life and Death of the Hollywood Kid | 헐리우드 키드의 생애           | Csong Dzsijong (Jeong Ji-yeong)  | nem jelölték                                    |
| 1995 (68.)  | 301, 302                            | 301 302                        | Pak Csholszu (Park Cheol-su)     | nem jelölték                                    |
| 2000 (73.)  | Cshunhjang (Chunhyang)              | 춘향뎐                         | Im Gvonthek (Im Gwon-taek)       | nem jelölték                                    |
| 2002 (75.)  | Oasis                               | 오아시스                       | I Cshangdong (Lee Changdong)     | nem jelölték                                    |
| 2003 (76.)  | Tavasz, nyár, ősz, tél… és tavasz   | 봄, 여름, 가을, 겨울 그리고 봄 | Kim Gidok (Kim Gi-deok)          | nem jelölték                                    |
| 2004 (77.)  | Harcosok szövetsége                 | 태극기 휘날리며                | Kang Dzsegju (Kang Je-gyu)       | nem jelölték                                    |
| 2005 (78.)  | Welcome to Dongmakgol               | 웰컴투 동막골                  | Pak Kvanghjon (Park Gwang-hyeon) | nem jelölték                                    |
| 2006 (79.)  | A király és a bohóc                 | 왕의 남자                      | I Dzsunik (Lee Junik)            | nem jelölték                                    |
| 2007 (80.)  | Rejtett napfény                     | 밀양                           | I Cshangdong (Lee Changdong)     | nem jelölték                                    |
| 2008 (81st) | Crossing                            | 크로싱                         | Kim Thegjun (Kim Taegyun)        | nem jelölték                                    |
| 2009 (82.)  | Anya                                | 마더                           | Pong Dzsunho (Bong Junho)        | nem jelölték                                    |
| 2010 (83.)  | A Barefoot Dream                    | 맨발의 꿈                      | Kim Thegjun (Kim Taegyun)        | nem jelölték                                    |
| 2011 (84.)  | The Front Line                      | 고지전                         | Csang Hun (Jang Hun)             | nem jelölték                                    |
| 2012 (85.)  | Pietà                               | 피에타                         | Kim Gidok (Kim Gi-deok)          | nem jelölték                                    |
| 2013 (86.)  | Juvenile Offender                   | 범죄소년                       | Kang Igvan (Kang Yi-gwan)        | nem jelölték                                    |
| 2014 (87.)  | Ködbe veszve                        | 해무                           | Sim Szongbo (Sim Seong-bo)       | nem jelölték                                    |
| 2015 (88.)  | A trón                              | 사도                           | I Dzsunik (Lee Junik)            | nem jelölték                                    |
| 2016 (89.)  | Árnyak ideje                        | 밀정                           | Kim Dzsiun (Kim Jiun)            | nem jelölték                                    |
| 2017 (90.)  | Taxisofőr                           | 택시운전사                     | Csang Hun (Jang Hun)             | nem jelölték                                    |
| 2018 (91st) | Gyújtogatók                         | 버닝                           | I Cshangdong (Lee Changdong)     | felkerült a rövidlistára                        |
| 2019 (92.)  | Élősködők                           | 기생충                         | Pong Dzsunho (Bong Junho)        | legjobb film, legjobb nemzetközi játékfilm díja |
| 2020 (93.)  | The Man Standing Next               | 남산의 부장들                  | U Minho (Woo Minho)              | nem jelölték                                    |
| 2021 (94.)  | Menekülés Mogadishuból              | 모가디슈                       | Rju Szungvan (Ryu Seungwan)      | nem jelölték                                    |
| 2022 (95.)  | A titokzatos nő                     | 헤어질 결심                    | Pak Cshanuk (Park Chan-wook)     | felkerült a rövidlistára                        |
| 2023 (96.)  | Beton utópia                        | 콘크리트 유토피아              | Om Thehva (Eom Tae-hwa)          | nem jelölték                                    |